# Miratemnus zuluanus
Espèce
Miratemnus zuluanus est une espèce de pseudoscorpions de la famille des Atemnidae.

## Distribution
Cette espèce est endémique d'Afrique du Sud. Elle se rencontre vers Hluhluwe.

## Description
La femelle holotype mesure 3,23 mm.

## Étymologie
Son nom d'espèce lui a été donné en référence au lieu de sa découverte, le Zululand.

## Publication originale
- Lawrence, 1937 : A collection of Arachnida from Zululand. Annals of the Natal Museum, vol. 8, p. 211-273.